# Inspektorat Brodnica Armii Krajowej
Inspektorat Brodnica Armii Krajowej – terenowa struktura Podokręgu Południowo-Wschodniego z Okręgu Pomorze Armii Krajowej.

## Struktura organizacyjna
Struktura organizacyjna podana za Atlas polskiego podziemia niepodległościowego:
- Obwód Brodnica
- Obwód Nowe Miasto Lubawskie